# Cattedrale di San Giuseppe (Dar-es-Salaam)
La cattedrale di San Giuseppe (detta anche cattedrale metropolitana di St. Joseph) è la chiesa cattedrale dell'arcidiocesi di Dar-es-Salaam, si trova a Dar-es-Salaam, in Tanzania. La chiesa si trova al numero 40 di Sokoine Drive, poco dopo la White Fathers' House in direzione ovest, ed è uno fra i più importanti edifici storici della città nella zona del porto.

## Storia
La chiesa in stile gotico è stata edificata dai tedeschi in epoca coloniale, fra il 1897 e il 1902, e consacrata nel 1905 come luogo di culto cattolico.
All'interno sono preservate numerose opere d'arte originali di epoca coloniale; fra cui le notevoli vetrate poste dietro l'altare.